# الراهب قرب البحر
الراهب قرب البحر هي لوحة زيتية للفنان الألماني كاسبر ديفيد فريدريك رسمها في الفترة من 1808 - 1810.